# Bruno Lopes (football)
Pour les articles homonymes, voir Bruno Lopes et Lopes.
Bruno da Silva Lopes est un footballeur brésilien né le 19 août 1986. Il est attaquant dans le club de Hajer Club.
Trapani calcio

## Biographie
Bruno Lopes joue dans de nombreux clubs brésiliens, avant de s'expatrier au Japon en 2011 en signant avec l'Albirex Niigata.